# Probudi me
Probudi me prvi je studijski album riječke pop skupine E.N.I., kojeg 1997. godine objavljuje diskografska kuća Orfej.
Nakon što su se vratile s natjecanja za pjesmu Eurovizije, koje se održalo u Dublinu, gdje su osvojile 18. mjesto, svoj uspjeh s Dore odlučile su objaviti na svom prvijencu. Materijal snimaju u studiju 'Sound Design' u Iki, studiu 'Belvedere' u Rijeci i studiu HRT-a u Zagrebu. Producenti su bili Duško Rapotec Ute, Fedor Boić i Davor Tolja.

## Popis pjesama
1. "Probudi me" (3:00)
2. "Ljubav je tu" (3:44)
3. "Reci mi kako" (3:40)
4. "Ti i ja" (3:46)
5. "Wake Me Up" (3:00)
6. "Ima tu nešto" (3:10)
7. "Ne okreći lice" (3:36)
8. "Spreha" (3:17)

## Vanjske poveznice
- Službene stranice sastava  Arhivirana inačica izvorne stranice od 12. ožujka 2007. (Wayback Machine)